# International Football Cup 1965/66
De vijfde editie van de International Football Cup (later Intertoto Cup) van 1965-66 werd gewonnen door Lokomotive Leipzig, de verliezend finalist van het voorgaande jaar (toen nog als SC Leipzig). Ze versloegen in de finale IFK Norrköping. De competitie werd voor deze editie teruggebracht naar het originele format, met 32 clubs verdeeld over acht groepen. Daarop volgden knock-outrondes, beginnend met kwartfinales.

## Groepsfase
De clubs werden verdeeld over acht groepen van elk vier clubs. Clubs uit Nederland, Zweden, Zwitserland en West-Duitsland werden in de 'A'-groepen geplaatst en clubs uit Tsjecho-Slowakije', Oost-Duitsland, Polen en Joegoslavië in de 'B'-groepen. De acht groepwinnaars stroomden door naar de knock-outrondes.

### Groep A1
| Team                    | Ptn | Wed | W | G | V | DV | DT | DS |
| ----------------------- | --- | --- | - | - | - | -- | -- | -- |
| 1. FC Lugano            | 8   | 6   | 3 | 2 | 1 | 9  | 4  | +5 |
| 2. Malmö FF             | 6   | 6   | 2 | 2 | 2 | 7  | 7  | 0  |
| 3. ADO Den Haag         | 5   | 6   | 2 | 1 | 3 | 7  | 9  | -2 |
| 4. Borussia Neunkirchen | 5   | 6   | 2 | 1 | 3 | 7  | 10 | -3 |

### Groep A2
| Team                       | Ptn | Wed | W | G | V | DV | DT | DS |
| -------------------------- | --- | --- | - | - | - | -- | -- | -- |
| 1. Fortuna'54 Geleen       | 10  | 6   | 5 | 0 | 1 | 10 | 3  | +7 |
| 2. 1. FC Kaiserslautern    | 6   | 6   | 2 | 2 | 2 | 8  | 10 | -2 |
| 3. Djurgårdens IF          | 5   | 6   | 2 | 1 | 3 | 9  | 11 | -2 |
| 4. Grasshopper-Club Zürich | 3   | 6   | 1 | 1 | 4 | 10 | 13 | -3 |

### Groep A3
| Team                    | Ptn | Wed | W | G | V | DV | DT | DS  |
| ----------------------- | --- | --- | - | - | - | -- | -- | --- |
| 1. IFK Norrköping       | 9   | 6   | 4 | 1 | 1 | 16 | 7  | +9  |
| 2. PSV                  | 8   | 6   | 4 | 0 | 2 | 15 | 12 | +3  |
| 3. Eintracht Frankfurt  | 4   | 6   | 2 | 0 | 4 | 11 | 11 | 0   |
| 4. FC La Chaux-de-Fonds | 3   | 6   | 1 | 1 | 4 | 8  | 20 | -12 |

### Groep A4
| Team                      | Ptn | Wed | W | G | V | DV | DT | DS  |
| ------------------------- | --- | --- | - | - | - | -- | -- | --- |
| 1. Örgryte IS             | 8   | 6   | 3 | 2 | 1 | 16 | 9  | +7  |
| 2. Sparta Rotterdam       | 8   | 6   | 2 | 4 | 0 | 10 | 6  | +4  |
| 3. Eintracht Braunschweig | 6   | 6   | 2 | 1 | 3 | 16 | 12 | +4  |
| 4. FC Luzern              | 3   | 6   | 0 | 3 | 3 | 8  | 23 | -15 |

### Groep B1
| Team                   | Ptn | Wed | W | G | V | DV | DT | DS |
| ---------------------- | --- | --- | - | - | - | -- | -- | -- |
| 1. Motor Jena          | 9   | 6   | 4 | 1 | 1 | 10 | 4  | +6 |
| 2. 1. FC Tatran Prešov | 8   | 6   | 3 | 2 | 1 | 5  | 2  | +3 |
| 3. Szombierki Bytom    | 4   | 6   | 2 | 0 | 4 | 6  | 6  | 0  |
| 4. NK Rijeka           | 3   | 6   | 1 | 1 | 4 | 3  | 12 | -9 |

### Groep B2
| Team                  | Ptn | Wed | W | G | V | DV | DT | DS |
| --------------------- | --- | --- | - | - | - | -- | -- | -- |
| 1. Empor Rostock      | 8   | 6   | 4 | 0 | 2 | 12 | 4  | +8 |
| 2. Zagłębie Sosnowiec | 7   | 6   | 3 | 1 | 2 | 13 | 10 | +3 |
| 3. Radnički Niš       | 5   | 6   | 2 | 1 | 3 | 11 | 13 | -2 |
| 4. VSS Košice         | 4   | 6   | 2 | 0 | 4 | 8  | 17 | -9 |

### Groep B3
- Željezničar mocht geen internationale wedstrijden meer spelen van de Joegoslavische voetbalbond, dus Leipzig ging door naar de kwartfinales

| Team                | Ptn | Wed | W | G | V | DV | DT | DS |
| ------------------- | --- | --- | - | - | - | -- | -- | -- |
| 1. FK Željezničar   | 7   | 6   | 2 | 3 | 1 | 9  | 7  | +2 |
| 2. SC Leipzig       | 6   | 6   | 2 | 2 | 2 | 10 | 11 | -1 |
| 3. Gwardia Warschau | 6   | 6   | 3 | 0 | 3 | 10 | 13 | -3 |
| 4. FC Baník Ostrava | 5   | 6   | 2 | 1 | 3 | 13 | 11 | +2 |

### Groep B4
| Team                      | Ptn | Wed | W | G | V | DV | DT | DS |
| ------------------------- | --- | --- | - | - | - | -- | -- | -- |
| 1. Chemie Leipzig         | 10  | 6   | 4 | 2 | 0 | 10 | 5  | +5 |
| 2. RH Slovnaft Bratislava | 7   | 6   | 3 | 1 | 2 | 14 | 10 | +4 |
| 3. NK Zagreb              | 5   | 6   | 2 | 1 | 3 | 9  | 11 | -2 |
| 4. Pogoń Szczecin         | 2   | 6   | 1 | 0 | 5 | 6  | 13 | -7 |

## Kwartfinales
| Team 1            | Tot.                      | Team 2         | 1e wedstr. | 2e wedstr. |
| ----------------- | ------------------------- | -------------- | ---------- | ---------- |
| Örgryte IS        | 5-7                       | SC Leipzig     | 4-3        | 1-4        |
| IFK Norrköping    | 3-2                       | Motor Jena     | 1-1        | 2-1        |
| Fortuna'54 Geleen | 1-2                       | FC Lugano      | 1-1        | 0-1        |
| Empor Rostock     | 5-5 (n.v., daarna loting) | Chemie Leipzig | 2-1        | 3-4        |

De wedstrijd Chemie Leipzig vs. Hansa Rostock werd ook gerapporteerd als 3-2, na verlenging, maar de officiële uitslag is 4-3, na verlenging.

## Halve finales
| Team 1     | Tot.                      | Team 2         | 1e wedstr. | 2e wedstr. |
| ---------- | ------------------------- | -------------- | ---------- | ---------- |
| SC Leipzig | 2-1                       | Chemie Leipzig | 1-1        | 1-0        |
| FC Lugano  | 1-1 (n.v., daarna loting) | IFK Norrköping | 0-0        | 1-1        |

## Finale (mei)
- De data van de finalewedstrijden zijn 10 of 11 en 29 of 30 mei.
- SC Leipzig werd voor de finale hernoemd tot Lokomotive Leipzig.

| Team 1         | Tot. | Team 2             | 1e wedstr. | 2e wedstr. |
| -------------- | ---- | ------------------ | ---------- | ---------- |
| IFK Norrköping | 1-4  | Lokomotive Leipzig | 1-0        | 0-4        |